# Łąki (Gostomia)
Łąki – część wsi Gostomia w Polsce, położona w województwie zachodniopomorskim, w powiecie wałeckim, w gminie Wałcz. Łąki znajdują się ok. 2,3 km na południowy zachód od Gostomi.
W latach 1975–1998 Łąki administracyjnie należały do województwa pilskiego. 
Przez Łąki przebiega droga wojewódzka nr 178.
Łąki stanowią samodzielne sołectwo. Rada sołecka może się składać z 3–6 członków.